# تحقیقات رسانه‌ای نیلسن
تحقیقات رسانه‌ای نیلسن (انگلیسی: Nielsen Media Research) (NMR، ان‌ام‌آر) یک شرکت آمریکایی است که تعداد مخاطبان رسانه‌ها از جمله تلویزیون، رادیو، تئاتر، فیلم (از طریق AMC Theatres MAP program) و روزنامه‌ها را اندازه‌گیری می‌کند. دفتر مرکزی آن در نیویورک سیتی قرار دارد و بیشتر برای رتبه‌بندی نیلسن، سیستم اندازه‌گیری آمار بینندگان تلویزیون شناخته می‌شود که برای سالها عاملی تعیین‌کننده در تمدید یا لغو برنامه‌های تلویزیونی توسط شبکه‌های تلویزیونی به‌شمار می‌رود. این شرکت از مه ۲۰۱۲ بخشی از نیلسن هلدینگز است.

## برای مطالعهٔ بیشتر
- "How Does 'Sweeps' Week Work?". Slate. February 16, 2004.